# أنطونيو أوليفيرا (لاعب كرة قدم)
أنطونيو أوليفيرا (بالبرتغالية: António Oliveira) هو مدرب رياضي ولاعب كرة قدم برتغالي، ولد في 9 أكتوبر 1992 في لشبونة في البرتغال. لعب مع نادي سانتا كلارا.

## وصلات خارجية
- أنطونيو أوليفيرا على موقع قاعدة بيانات كرة القدم.إي يو (الإنجليزية)
- أنطونيو أوليفيرا على موقع Soccerway.com (الإنجليزية)
- أنطونيو أوليفيرا على موقع عالم كرة القدم.نت (الإنجليزية)